# 哈尔滨文艺广播
哈尔滨文艺广播，是哈尔滨广播电视台广播频率第三套节目，于1995年1月25日开播。内容以娱乐节目为主，广播范围为哈尔滨市全部，全天24小时播音。

## 主要节目
- 快乐老家
- 新闻007
- 天下故事会
- 老年学堂
- 流行经典
- 刚好18点
- 缘牵有情人
- 音乐有话说
- 请和我说

## 播出频率
哈尔滨市
| 收听区域 | 频率       |
| 全市     | FM 98.4MHz |

- 本台在2009年-2010年曾使用过1008kHz，现已停用。